# Enicospilus capensis
Enicospilus capensis là một loài tò vò trong họ Ichneumonidae.